# Aristotelia coarctatella
Aristotelia coarctatella is een vlinder uit de familie van de tastermotten (Gelechiidae). De wetenschappelijke naam van de soort is, als Sitotroga coarctatella, voor het eerst geldig gepubliceerd in 1877 door Zeller.